# Alfred Lane
Alfred Lane (New York, 26 september 1891 - ? oktober 1965) was een Amerikaans olympisch schutter.
Alfred Lane nam als schutter tweemaal succesvol deel aan de Olympische Spelen; in 1912 op de onderdelen 25 meter pistool, 50 meter pistool en team 50 meter militair pistool, en in 1920 op de onderdelen 50 meter pistool, team 30 meter militair pistool en team 50 meter militair pistool. In 1912 won hij een driemaal goud, en in 1920 tweemaal goud, en brons voor de 50 meter pistool. 
1896: Sumner Paine ·
1900: Karl Röderer ·
1908: Paul Van Asbroeck ·
1912: Alfred Lane ·
1920: Karl Frederick ·
1936: Torsten Ullman ·
1948: Edwin Vásquez ·
1952: Huelet Benner ·
1956: Pentti Linnosvuo ·
1960: Aleksej Goesjtsjin ·
1964: Väinö Markkanen ·
1968: Grigori Kosysj ·
1972: Ragnar Skanåker ·
1976: Uwe Potteck ·
1980: Aleksandr Melentjev ·
1984: Xu Haifeng ·
1988: Sorin Babii ·
1992: Kanstantsin Loekasjyk ·
1996: Boris Kokorev ·
2000: Tanjoe Kirjakov ·
2004: Michail Nestroejev ·
2008: Jin Jong-oh ·
2012: Jin Jong-oh ·
2016: Jin Jong-oh
1896: Ioannis Phrangoudis ·
1900: Maurice Larrouy ·
1912: Alfred Lane ·
1920: Guilherme Paraense ·
1924: Henry Bailey ·
1932: Renzo Morigi ·
1936: Cornelius van Oyen ·
1948: Károly Takács ·
1952: Károly Takács ·
1956: Ștefan Petrescu ·
1960: William McMillan ·
1964: Pentti Linnosvuo ·
1968: Józef Zapędzki ·
1972: Józef Zapędzki ·
1976: Norbert Klaar ·
1980: Corneliu Ion ·
1984: Takeo Kamachi ·
1988: Afanasijs Kuzmins ·
1992: Ralf Schumann ·
1996: Ralf Schumann ·
2000: Sergej Alifirenko ·
2004: Ralf Schumann ·
2008: Oleksandr Petriv ·
2012: Leuris Pupo ·
2016: Christian Reitz ·
2020: Jean Quiquampoix ·
2024: Li Yuehong